# Herbert Engelsing
Herbert Engelsing (* 2. September 1904 in Overath; † 10. Februar 1962 in Konstanz) war ein deutscher Jurist und Herstellungsgruppenleiter beim reichsdeutschen Film.

## Leben und Wirken
Der aus dem Bergischen Land stammende Herbert Engelsing hatte Rechtswissenschaft, Literatur und Kunstgeschichte studiert und in Jura promoviert. Anschließend war er als Jurist tätig, bevor er sich von Juni bis Jahresende 1935 bei der Filmfirma Tobis zum Produktionsleiter ausbilden ließ. Ende 1935 wurde Engelsing in den Vorstand der Tobis-Europa-Film AG geholt. Hier kümmerte er sich um den Verleih von Filmen wie Willi Forsts beschwingter Komödie Allotria (1936).
Seit seinem Wechsel zur Tobis Tonfilm-Syndikat AG 1937 arbeitete Engelsing auch als Herstellungsgruppenleiter; eine Funktion, die er bis Kriegsende 1945 bei mehreren Filmgesellschaften ausübte. Mit ausdrücklicher Genehmigung des Reichsinnenministeriums durfte der hohe Filmfunktionär 1938 eine „Halbjüdin“ heiraten. Zu den von Engelsing betreuten Filmen zählen die Forst-Produktionen Serenade und Bel Ami, aber auch die Propagandafilme Der Fuchs von Glenarvon, Mein Leben für Irland und Jakko.
Seine vielfältigen Kontakte als Herstellungsgruppenleiter der Tobis-Film nutzte Herbert Engelsing, der 1933 auch Parteimitglied geworden war, immer wieder, um Verfolgten und Gefährdeten zu helfen. Der Regisseur und Schauspieler Paul Verhoeven beispielsweise nannte ihn deswegen seinen „Schutzengelsing“. Als Engelsings Freunde aus der von der Gestapo später so genannten Widerstandsgruppe „Rote Kapelle“, Harro Schulze-Boysen, Arvid Harnack, Adam Kuckhoff und zahlreiche andere Künstler, Intellektuelle, Offiziere und Arbeiter 1942 verhaftet wurden, setzte er seine Verbindungen ein und half den Familien. Unter anderem versteckten er und seine Frau Inge eines der Ehepaare aus dem Widerstandskreis in ihrem Haus im Grunewald. Nach dem 20. Juli 1944 trat Engelsing gemeinsam mit den Schauspielern Viktor de Kowa und Anneliese Uhlig als Entlastungszeuge für einen befreundeten Offizier vor dem Reichskriegsgericht auf und wurde in der Folge aus der Reichskulturkammer ausgeschlossen. Nach dem Krieg schrieb der Schriftsteller Günther Weisenborn, der mit Film- und Politikgrößen vertraute Tobis-Produktionsleiter Engelsing habe „unsere Arbeit geduldet und, wo er konnte, gefördert. Er war ein sogenannter Kontakt-Mann, d. h. unsere Organisation nutze die Verbindungen, die er zu maßgebenden Persönlichkeiten des Dritten Reiches hatte.“
Ende des Krieges – er hatte im Sommer 1944 mit Regisseur Gustav Fröhlich einen Unterhaltungsfilm auf der Insel Mainau am Bodensee gedreht – brachte er seine Familie aus Berlin an den Bodensee in Sicherheit. Hier nahmen im Frühjahr 1945 Agenten des von Zürich aus agierenden CIC, des Nachrichtendienstes der US-Armee, Kontakt zu Engelsing auf und nutzten ihn als Informationsquelle für Angaben über Akteure des NS-Staates. Anfang 1950 stellte sich Engelsing als Zeuge im Ermittlungsverfahren gegen den damaligen Vertreter der Anklage im „Rote-Kapelle-Prozess“, Generalrichter Manfred Roeder, zur Verfügung. Das Verfahren wurde jedoch eingestellt.
Herbert Engelsing wurde 1945 bei den französischen Militärgerichten und im Herbst 1945 am Landgericht Konstanz als Anwalt zugelassen. Er betrieb dort eine Straf- und Zivilrechtspraxis. Neben üblichen Mandaten vertrat er auch Opfer der NS-Arisierung sowie deutsche und französische Sinti-Familien in Restitutionsverfahren. Er übernahm aber auch Mandate für einige ehemalige südwestdeutsche Wehrwirtschaftsführer in Entnazifizierungsverfahren. Seine Familie emigrierte Ende der 1940er Jahre in die USA. Versuche, dort selbst im Filmgeschäft wieder Fuß zu fassen, scheiterten. Bis zu seinem frühen Tod 1962 blieb Engelsing als Rechtsanwalt tätig. Der Historiker Tobias Engelsing ist sein Sohn.

## Filmografie
- 1937: Versprich mir nichts
- 1937: Andere Welt
- 1937: Der Katzensteg
- 1937: Serenade
- 1937: Die Umwege des schönen Karl
- 1938: Verwehte Spuren
- 1938: Dir gehört mein Herz
- 1939: Bel Ami
- 1939: Der singende Tor
- 1940: Der Fuchs von Glenarvon
- 1940: Die 3 Codonas
- 1941: Jakko
- 1941: Mein Leben für Irland
- 1941: Die Nacht in Venedig
- 1942: Der Fall Rainer
- 1942: Der große Schatten
- 1942: Meine Freundin Josefine
- 1942/44: Philharmoniker
- 1943: Kohlhiesels Töchter
- 1943: Leichtes Blut
- 1943: Um 9 Uhr kommt Harald
- 1943: Herr Sanders lebt gefährlich
- 1944/48: Eine alltägliche Geschichte
- 1944/49: Ruf an das Gewissen
- 1945: Die Jahre vergehen
- 1945: Leb’ wohl, Christina (unvollendet)
- 1945: Der Scheiterhaufen (unvollendet)